# Esqui cross-country nos Jogos Olímpicos de Inverno de 1964
O esqui cross-country nos Jogos Olímpicos de Inverno de 1964 consistiu de quatro eventos para homens e três eventos para mulheres realizados em Innsbruck. A prova de 5 quilômetros feminino fez a estreia em Jogos Olímpicos.

## Medalhistas
Masculino
| Evento                       | Ouro                                                                     | Prata                                                                   | Bronze                                                                           |
| ---------------------------- | ------------------------------------------------------------------------ | ----------------------------------------------------------------------- | -------------------------------------------------------------------------------- |
| 15 km detalhes               | Eero Mäntyranta FIN Finlândia                                            | Harald Grønningen NOR Noruega                                           | Sixten Jernberg SWE Suécia                                                       |
| 30 km detalhes               | Eero Mäntyranta FIN Finlândia                                            | Harald Grønningen NOR Noruega                                           | Igor Voronchikhin URS União Soviética                                            |
| 50 km detalhes               | Sixten Jernberg SWE Suécia                                               | Assar Rönnlund SWE Suécia                                               | Arto Tiainen FIN Finlândia                                                       |
| Revezamento 4x10 km detalhes | Karl-Åke Asph Sixten Jernberg Janne Stefansson Assar Rönnlund SWE Suécia | Väinö Huhtala Arto Tiainen Kalevi Laurila Eero Mäntyranta FIN Finlândia | Ivan Utrobin Gennady Vaganov Igor Voronchikhin Pavel Kolchin URS União Soviética |

Feminino
| Evento                      | Ouro                                                                         | Prata                                                          | Bronze                                                 |
| --------------------------- | ---------------------------------------------------------------------------- | -------------------------------------------------------------- | ------------------------------------------------------ |
| 5 km detalhes               | Klavdiya Boyarskikh URS União Soviética                                      | Mirja Lehtonen FIN Finlândia                                   | Alevtina Kolchina URS União Soviética                  |
| 10 km detalhes              | Klavdiya Boyarskikh URS União Soviética                                      | Yevdokiya Mekshilo URS União Soviética                         | Maria Gusakova URS União Soviética                     |
| Revezamento 3x5 km detalhes | Alevtina Kolchina Yevdokiya Mekshilo Klavdiya Boyarskikh URS União Soviética | Barbro Martinsson Britt Strandberg Toini Gustafsson SWE Suécia | Senja Pusula Toini Pöysti Mirja Lehtonen FIN Finlândia |

## Quadro de medalhas

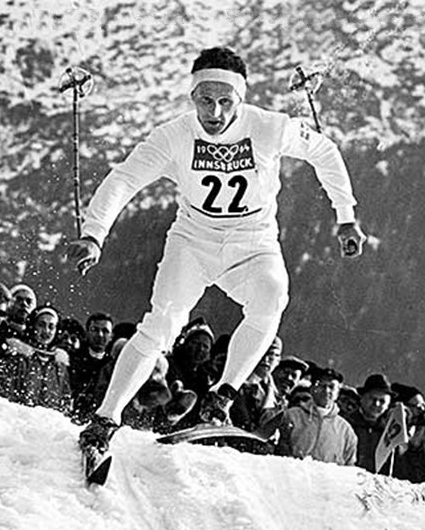
Sixten Jernberg conquistou duas medalha de ouro e uma de bronze em 1964.

| Ordem | País                | Medalha de ouro | Medalha de prata | Medalha de bronze |    |
| ----- | ------------------- | --------------- | ---------------- | ----------------- | -- |
| 1     | URS União Soviética | 3               | 1                | 4                 | 8  |
| 2     | FIN Finlândia       | 2               | 2                | 2                 | 6  |
| 3     | SWE Suécia          | 2               | 2                | 1                 | 5  |
| 4     | NOR Noruega         |                 | 2                |                   | 2  |
| TOTAL | TOTAL               | 7               | 7                | 7                 | 21 |